# 승리를 위한 전선
승리를 위한 전선(Frente para la Victoria)은 아르헨티나의 좌익 선거연합이다. 승리를 위한 전선은 아르헨티나의 정치 지형에서 좌파에 위치해 있으며, 전 대통령 네스토르 키르치네르와 현 대통령 크리스티나 페르난데스가 속해 있다. 네스토르 키르츠네르가 2010년 10월 사망 직전까지 이끌어 왔다. 승리를 위한 전선은 페론주의에 기반한 "키르치네르주의"라는 이념을 보이고 있다.

## 역사
2003년 대선에서 정의당은 통합되지 못하고 분열했고, 승리를 위한 전선은 네스토르 키르치네르를 독자 후보로 내세웠다. 2005년 총선에서 하원의원 127명 (전체 257명) 중 50명, 상원의원 24명 (전체 72명) 중 14명이 당선되어 승리를 위한 전선은 상하원에서 모두 다수 의석을 점했다.
2007년 대선에서 크리스티나 페르난데스 후보가 45.29%를 얻어, 2차 투표 없이 1차 투표에서 당선됐다. 2009년 6월 28일 치러진 총선에서 패해 과반수 획득에는 실패했지만, 상하원에서 모두 제1당의 지위를 유지했다. 2011년 10월 23일 대통령 선거와 함께 치러진 총선 결과 승리를 위한 전선이 상원에서 42석, 하원에서 123석을 차지하게 되어 여대야소 정국이 되었다.

## 역대 선거 결과

### 역대 대통령 선거
| 선거명                        | 후보                  | 1차 득표수 | 1차 득표율 | 2차 득표수 | 2차 득표율 | 당락 |
| ----------------------------- | --------------------- | ---------- | ---------- | ---------- | ---------- | ---- |
| 2003년 아르헨티나 대통령 선거 | 네스토르 키르치네르   | 4,312,517  | 22.25%     | [ 4 ]      | 0%         | 당선 |
| 2007년 아르헨티나 대통령 선거 | 크리스티나 페르난데스 | 8,651,066  | 45.29%     |            |            | 당선 |
| 2011년 아르헨티나 대통령 선거 | 크리스티나 페르난데스 | 11,865,055 | 54.11%     |            |            | 당선 |
| 2015년 아르헨티나 대통령 선거 | 다니엘 시올리         | 9,338,490  | 37.08%     | 12,317,330 | 48.66%     | 낙선 |

### 총선
| 년도 | 하원 득표수 | 하원 득표율 | 하원 의석 | 상원 득표수 | 상원 득표율 | 상원 의석 |
| ---- | ----------- | ----------- | --------- | ----------- | ----------- | --------- |
| 2003 | 5,511,420   | 35.10%      | 129 / 257 | 1,852,456   | 40.7%       | 41 / 72   |
| 2005 | 5,071,094   | 29.90%      | 75 / 257  | 3,572,361   | 45.1%       | 14 / 72   |
| 2007 | 5,557,087   | 45.55%      | 106 / 257 | 1,048,187   | 45.6%       | 22 / 72   |
| 2009 | 1,679,084   | 8.80%       | 70 / 257  | 756,695     | 30.3%       | 12 / 72   |
| 2011 | 10,121,311  | 49.10%      | 90 / 257  | 5,470,241   | 54.6%       | 24 / 72   |
| 2013 | 7,487,839   | 33.20%      | 132 / 257 | 1,608,866   | 32.10%      | 40 / 72   |
| 2015 | 8,237,074   | 31.76%      | 96 / 257  | 2,336,037   | 32.72%      | 39 / 72   |
| 2017 | 5,265,069   | 21.03%      | 68 / 257  | 3,785,518   | 32.71%      | 9 / 72    |

## 같이 보기
- 키르치네르주의